# Sikasso
Sikasso   este un oraș  în  sudul statului Mali. Este reședința  regiunii  omonime.

## Personalități născute aici
- Modibo Diaby (n. 2003), baschetbalist care activează în România.